# Cai Xuetong
Cai Xuetong (Harbin (Heilongjiang), 26 september 1993) is een Chinese snowboardster. Ze vertegenwoordigde haar vaderland op de Olympische Winterspelen 2010 (Vancouver) en de Olympische Winterspelen 2014 (Sotsji).

## Carrière
Op de wereldkampioenschappen snowboarden 2009 in Gangwon eindigde Cai op de zevenentwintigste plaats in de halfpipe. Bij haar wereldbekerdebuut, in augustus 2009 in Cardrona, scoorde de Chinese direct haar eerste wereldbekerpunten. Drie maanden later stond ze in Saas-Fee voor de eerste maal in haar carrière op het podium van een wereldbekerwedstrijd. In januari 2010 boekte ze in Stoneham haar eerste wereldbekerzege. Tijdens de Olympische Winterspelen van 2010 in Vancouver eindigde Cai als drieëntwintigste in de halfpipe. Aan het einde van het seizoen 2009/2010 legde ze beslag op de eindzege in de wereldbeker op het onderdeel halfpipe.
In La Molina nam de Chinese deel aan de wereldkampioenschappen snowboarden 2011, op dit toernooi eindigde ze als zesde in de halfpipe. In het seizoen 2010/2011 sleepte Cai, mede dankzij drie wereldbekerzeges, zowel de algemene wereldbeker voor de freestyle onderdelen als de wereldbeker op het onderdeel halfpipe in de wacht. In het seizoen 2011/2012 prolongeerde de Chinese zowel de eindzege in de algemene wereldbeker voor de freestyle onderdelen als de wereldbeker op het onderdeel halfpipe. Tijdens de Olympische Winterspelen van 2014 in Sotsji eindigde Cai als zesde op het onderdeel halfpipe.
Op de FIS wereldkampioenschappen snowboarden 2015 in Kreischberg veroverde Cai de wereldtitel in de halfpipe. In het seizoen 2015/2016 won de Chinese voor de vierde maal in haar carrière de wereldbeker halfpipe. In de Spaanse Sierra Nevada nam ze deel aan de FIS wereldkampioenschappen snowboarden 2017. Op dit toernooi prolongeerde ze haar wereldtitel in de halfpipe.

## Resultaten

### Olympische Winterspelen
| Jaar | Plaats    | Resultaten   |
| ---- | --------- | ------------ |
| 2010 | Vancouver | 23e Halfpipe |
| 2014 | Sotsji    | 6e Halfpipe  |

### Wereldkampioenschappen
| Jaar | Plaats        | Resultaten   |
| ---- | ------------- | ------------ |
| 2009 | Gangwon       | 27e Halfpipe |
| 2011 | La Molina     | 6e Halfpipe  |
| 2015 | Kreischberg   | Halfpipe     |
| 2017 | Sierra Nevada | Halfpipe     |

### Wereldbeker
Eindklasseringen
| Seizoen   | Algm   | HP    |
| --------- | ------ | ----- |
| 2009/2010 | 14e    | Goud  |
| 2010/2011 | Goud   | Goud  |
| 2011/2012 | Goud   | Goud  |
| 2013/2014 | 12e    | 8e    |
| 2014/2015 | 13e    | Brons |
| 2015/2016 | Zilver | Goud  |
| 2016/2017 |        | 4e    |

Wereldbekerzeges
| Datum            | Plaats   | Onderdeel |
| ---------------- | -------- | --------- |
| 22 januari 2010  | Stoneham | Halfpipe  |
| 4 november 2010  | Saas-Fee | Halfpipe  |
| 18 februari 2011 | Stoneham | Halfpipe  |
| 26 februari 2011 | Calgary  | Halfpipe  |
| 28 augustus 2011 | Cardrona | Halfpipe  |
| 23 februari 2012 | Stoneham | Halfpipe  |
| 30 augustus 2015 | Cardrona | Halfpipe  |
| 14 februari 2016 | Sapporo  | Halfpipe  |